# کولاک (فیلم ۱۹۲۱)
کولاک (انگلیسی: The Blizzard) یک فیلم است که در سال ۱۹۲۱ منتشر شد. از بازیگران آن می‌توان به اولیور هاردی و جیمی اوبری اشاره کرد.